# 派勒切尼
派勒切尼，是匈牙利佩斯州所辖的一个村。总面积41.40平方公里，总人口324，人口密度7.8人/平方公里（2011年1月1日）。